# ジョー・ダンテ
ジョー・ダンテ（Joe Dante、1946年11月28日 - ）は、アメリカ合衆国の映画監督。

## 人物
アメリカ合衆国ニュージャージー州モリスタウンにプロゴルファーの息子として生まれる。
ロジャー・コーマンのもとで編集者として『バニシング IN TURBO』などの編集にかかわった。1976年にアラン・アーカッシュと共にコメディ映画『ハリウッド・ブールバード』を監督する。1981年、狼男伝説をテーマにした『ハウリング』で注目されるようになった。
ホラー映画やSF映画の監督で知られる。古典的なホラー映画、SF映画、カートゥーンなどのマニアであり、それらの過激なパロディがしばしば作品に盛り込まれる。常連俳優として挙げられるのは、ディック・ミラー、ロバート・ピカード、ケヴィン・マッカーシーなどである。
1994年の映画『ビバリーヒルズ・コップ3』では看守役でカメオ出演を果たしている。

## 主な作品

### 映画
- ハリウッド・ブールバード Hollywood Boulevard（1976） - 監督・編集
- ピラニア Piranha（1978） - 監督・編集
- ロックンロール・ハイスクール Rock 'n' Roll High School（1979）- 原案
- ハウリング The Howling（1981） - 監督・編集
- トワイライトゾーン/超次元の体験 Twilight Zone: The Movie（1983） - 監督 ※4名の監督によるオムニバス作品の第3話「こどもの世界」
- グレムリン Gremlins（1984） - 監督
- エクスプロラーズ Explorers（1985） - 監督
- アメリカン・パロディ・シアター Amazon Women on the Moon（1987） - 監督 ※5人の監督によるコント集映画
- インナースペース Innerspace（1987） - 監督
- メイフィールドの怪人たち The 'Burbs（1989） - 監督
- グレムリン2 新・種・誕・生 Gremlins 2: The New Batch（1990） - 監督
- マチネー/土曜の午後はキッスで始まる Matinee（1993） - 監督
- スモール・ソルジャーズ Small Soldiers（1998） - 監督
- ルーニー・テューンズ:バック・イン・アクション Looney Tunes: Back in Action（2003） - 監督
- ザ・ホール The Hole（2009） - 監督
- ゾンビ・ガール Burying the Ex（2014） - 監督
- マスターズ・オブ・ホラー Nightmare Cinema（2018） - 全5編中の1編「Mirari」を監督

### テレビ映画
- セカンドインパクト Second Civil War（1997） - 監督
- オシリス・クロニクル The Osiris Chronicles / Warlord: The Battle for the Galaxy （1998）- 監督

### テレビシリーズ
- フライング・コップ Police Squad!（1982） - 監督
- 世にも不思議なアメージング・ストーリー Amazing Stories
  - 第1シーズン第17話 いないいないバア！ Boo!（1986） - 監督
  - 第2シーズン第6話 腹ペコモンスター The Greibble（1986） - 監督
- マスターズ・オブ・ホラー Masters of Horror
  - 第1シーズン第6話 ゾンビの帰郷 Homecoming（2005） - 監督
  - 第2シーズン第7話 男が女を殺すとき The Screwfly Solution（2006） - 監督
- CSI:ニューヨーク CSI: NY 第4シーズン第7話 呪われたハロウィン Boo（2007） - 監督
- Hawaii Five-0 Hawaii Five-0
  - 第2シーズン第7話 ハロウィーンの亡霊 Ka Iwi Kapu（2011） - 監督
  - 第3シーズン第20話 帰還 Olelo Paʻa（2013） - 監督
  - 第4シーズン第2話 カウボーイの使命 Aʻale Maʻa Wau（2013） - 監督
  - 第4シーズン第7話 潜入捜査 Ua Nalohia（2013） - 監督
  - 第5シーズン第3話 ラスト・ブレイク Kanalu Hope Loa（2014） - 監督
  - 第5シーズン第6話 ハロウィーンの惨劇 Hoʻomaʻike（2014） - 監督
  - 第5シーズン第16話 業火 Nanahu（2015） - 監督